# Litoria raniformis
Litoria raniformis é uma espécie de rela terrestre nativa do sudeste australiano, ocorrendo na Austrália do Sul ao longo do rio Murray, até Vitória e Nova Gales do Sul, e também na Tasmânia. A espécie foi introduzida na Nova Zelândia.

## Características
A Litoria raniformis é uma rã arbórea com mais de 10 centímetros do focinho a cloaca. Tem coloração malhada de verde ou bronze no dorso, frequentemente com protuberâncias marrons escuras esmaltadas. O ventre é creme pálido, com um padrão fraco semelhante a um remendo. Há uma faixa pálida que se estende das laterais da cabeça até os flancos como se fosse uma prega cutânea. As coxas são verdes-azuis.
Há uma série de protuberâncias superficiais sobre seu dorso. Esta rã assemelha-se à Litoria aurea, mas é distinguida por suas protuberâncias dorsais, uma vocalização mais curta e uma diferença leve na conformação da cabeça e focinho. O tímpano é visível nestes anfíbios.
Os girinos são também medem acima dos 9,5 centímetros. Frequentemente têm um pigmento acobreado nas laterais e um verde iridescente sobre sua espinha dorsal.

## Ecologia e comportamento

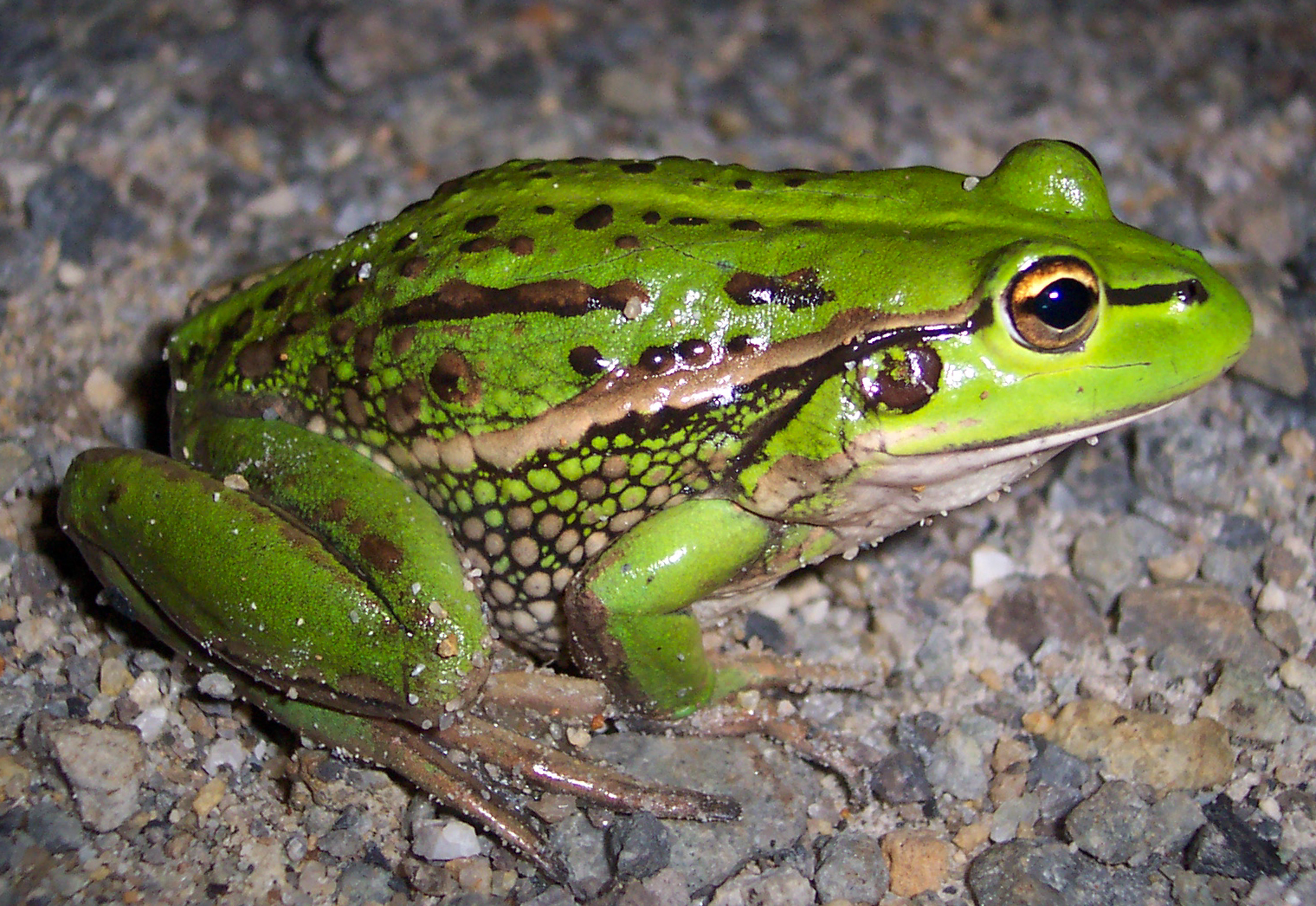
Litoria raniformis

A espécie está associada a grandes pântanos, represas permanentes, lagos e lagoas (particularmente as que apresentam juncais), em áreas arborizadas e costeiras. Esta rã é uma ágil escaladora, mas é mais frequentemente encontrada no meio dos juncos ou ao longo das pastagens pantanosas. É diurna, caçando e se aquecendo durante o dia. Há registros de que caça outros sapos atraídas pelos seus sons.
A som é um gemido em três partes, "Craw-ork ar-ar", aumentando e logo caindo em tom. Os machos desenvolvem almofadas nupciais negras e ásperas em seus polegares durante a estação de procriação, que ocorre da primavera até o fim do verão. Os ovos (até vários milhares) são depositados em uma pilha solta. Essas rãs permanecem no estágio de girino por pelo menos um ano.
Acredita-se que a população está em declínio na maior parte de sua distribuição geográfica. Em algumas regiões, desapareceu completamente. Contudo, em outros lugares, permanece localmente abundante (como em partes no norte de Vitória e em Riverland, na Austrália do Sul, associada ao rio Murray).